# Sciurus griseus
Вивірка західна (Sciurus griseus) — вид ссавців, гризунів родини Вивіркових (Sciuridae). Етимологія: лат. griseis — «сірий».

## Поширення
Країни поширення: Мексика (Каліфорнія), США (Каліфорнія, Невада, Орегон, Вашингтон). Зустрічається в дубово-хвойних рідколіссях і в змішаних хвойних лісах. Також знайдені в змішаному лісі, який формують платан, тополя і волоський горіх.

## Морфологія
Діапазони зовнішніх вимірів (в мм): повна довжина, 500–615, довжина хвоста, 240–309, довжина тіла 265–323, довжина задніх ступнів, 67–83, довжина вух, 28–39, діапазон маси на 38 каліфорнійських екземплярів, 520–942 грами.
S. griseus є найбільшою деревною вивіркою в області її проживання. Вона має стопоходячі, пентадактильні (мають п'ять пальців) ступні; великий палець рудиментарний, має дві фаланги і оснащений плоским нігтем, а решта пальців передньої ступні довгі і стрункі, мають три фаланги, і оснащені важким, сильно вигнута кігті. Подібно, формула фаланг задніх ступнів: 2, 3, 3, 3, 3, але всі пальці забезпечені кігтями. На кожній ступні є 5 подушечок.
Вуха великі; спина яскрава, монотонно сріблясто-сіра; черево чисто біле; пучки волосся на вухах відсутні; хвіст довгий. Кришталик ока жовтий. Зубна формула: I 1/1, C 0/0, P 2/1, M 3/3 = 22.

## Міжвидові відносини
Харчується насінням хвойних порід (Pseudotsuga menziesii, Abies balsamea, Picea sitchensis, Eucalyptus globulus, родів Tsuga і Pinus). Восени деякі шишки приховуються для використання в зимовий період. Коли доступно, насіння, ягоди (Morus rubra, Phoradendron flavescens), бруньки, листя (Montia perfoliata, Stellaria media), кора, сік, горіхи (Juglans hindsii, Carya pecan, Amygdalus communis, Pinus ponderosa, Pinus sabiniana, Cupressus macrocarpa), жолуді (Quercus lobata, Quercus kelloggii), крилатки (Acer saccharinum, Ulmus americana), сережки (Quercus lobata) попелиця і гриби йдуть у їжу.
Felis silvestris catus, Buteo jamaicensis, Aquila chrysaetos та Canis latrans відомі хижаки S. griseus. Інші підозрювані хижаки включають Accipiter gentilis, Bubo virginianus, Urocyon cinereoargenteus, Martes americana та Martes pennanti. Інші чинники смертності включають хвороби і удари автомобіля, смертності, пов'язані з останнім фактором, як вважається, у кілька разів перевищують ті, що пов'язані з хижацтвом.

## Генетика
Один самець мав 2n=40 хромосом, FN=76 (див. каріотип), 14 метацентричних і 24 субметацентричних Аутосоми і 2 субметацентричні статеві хромосоми.

## Загрози та охорона
Конкурентами за їжу є Дятел жолудевий, Каліфорнійський суслик (Otospermophilus beecheyi) і введені види Sciurus niger, Sciurus carolinensis. Його існуванню загрожує також лісозаготівельна діяльність і хижацтво від домашніх кішок.